# Zwitserland tijdens de Eerste Wereldoorlog

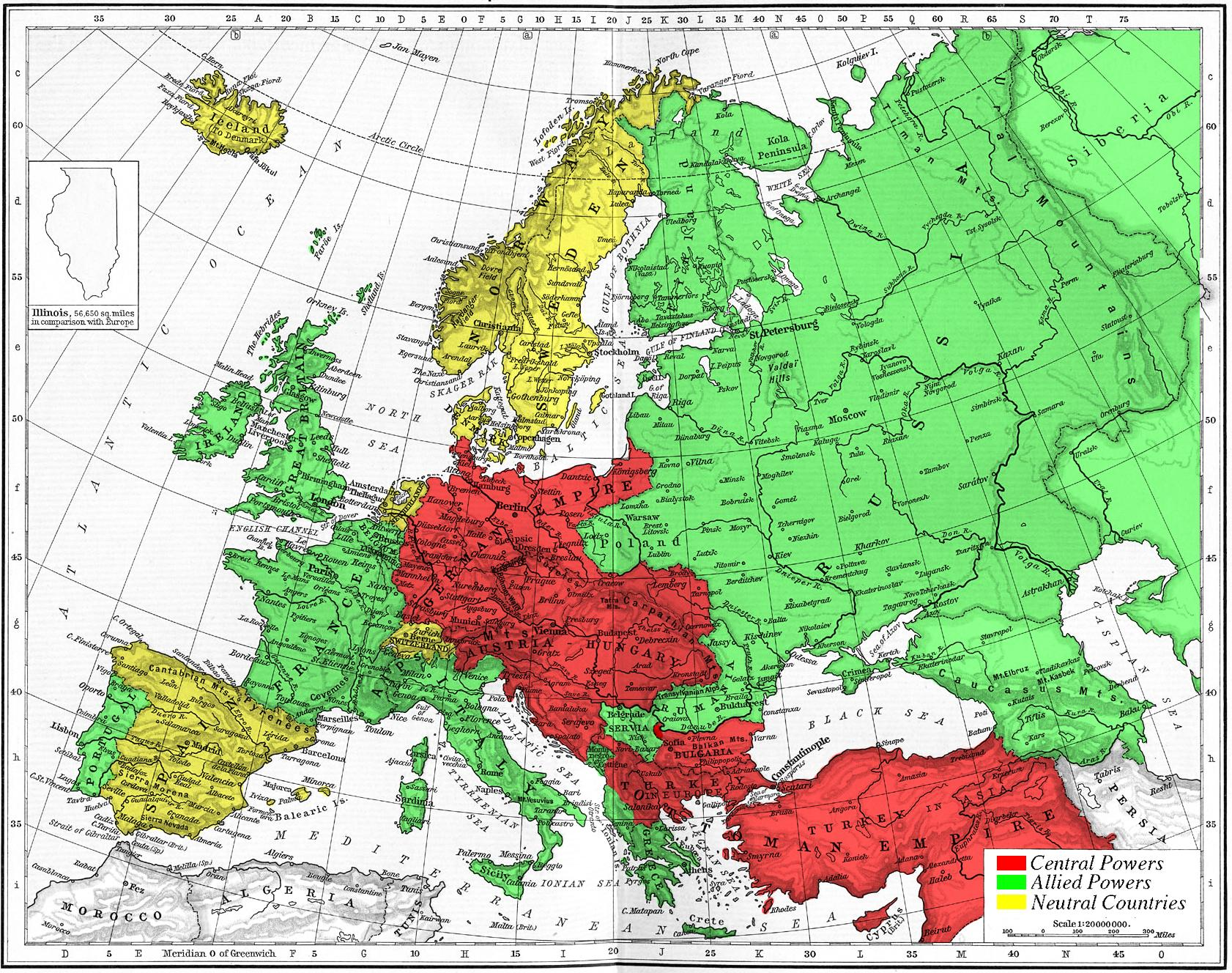
Zwitserland (neutraal, geel) in 1915 omringd door de centrale mogendheden (rood) en de geallieerden van de Eerste Wereldoorlog (groen)

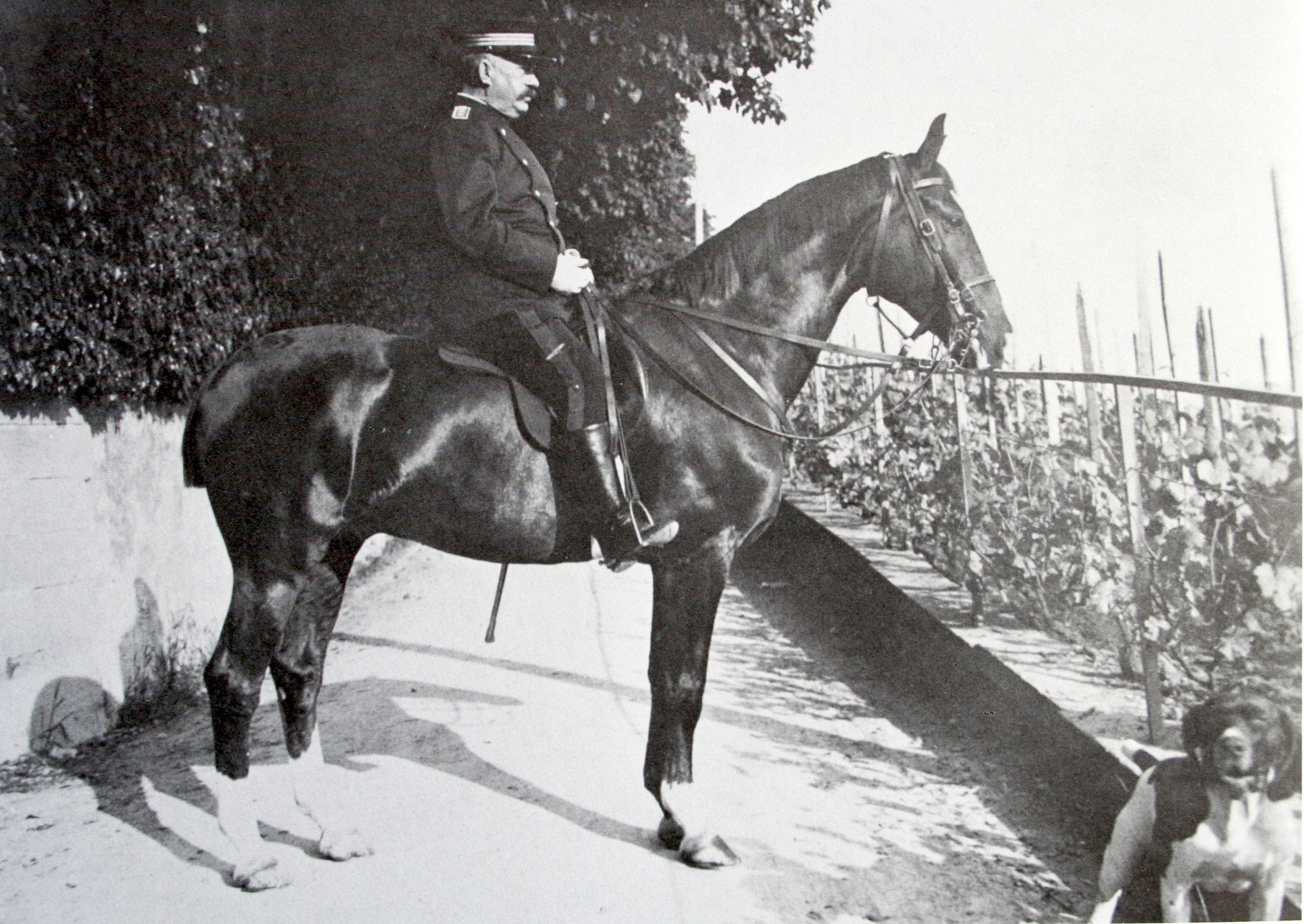
Opperbevelhebber Ulrich Wille

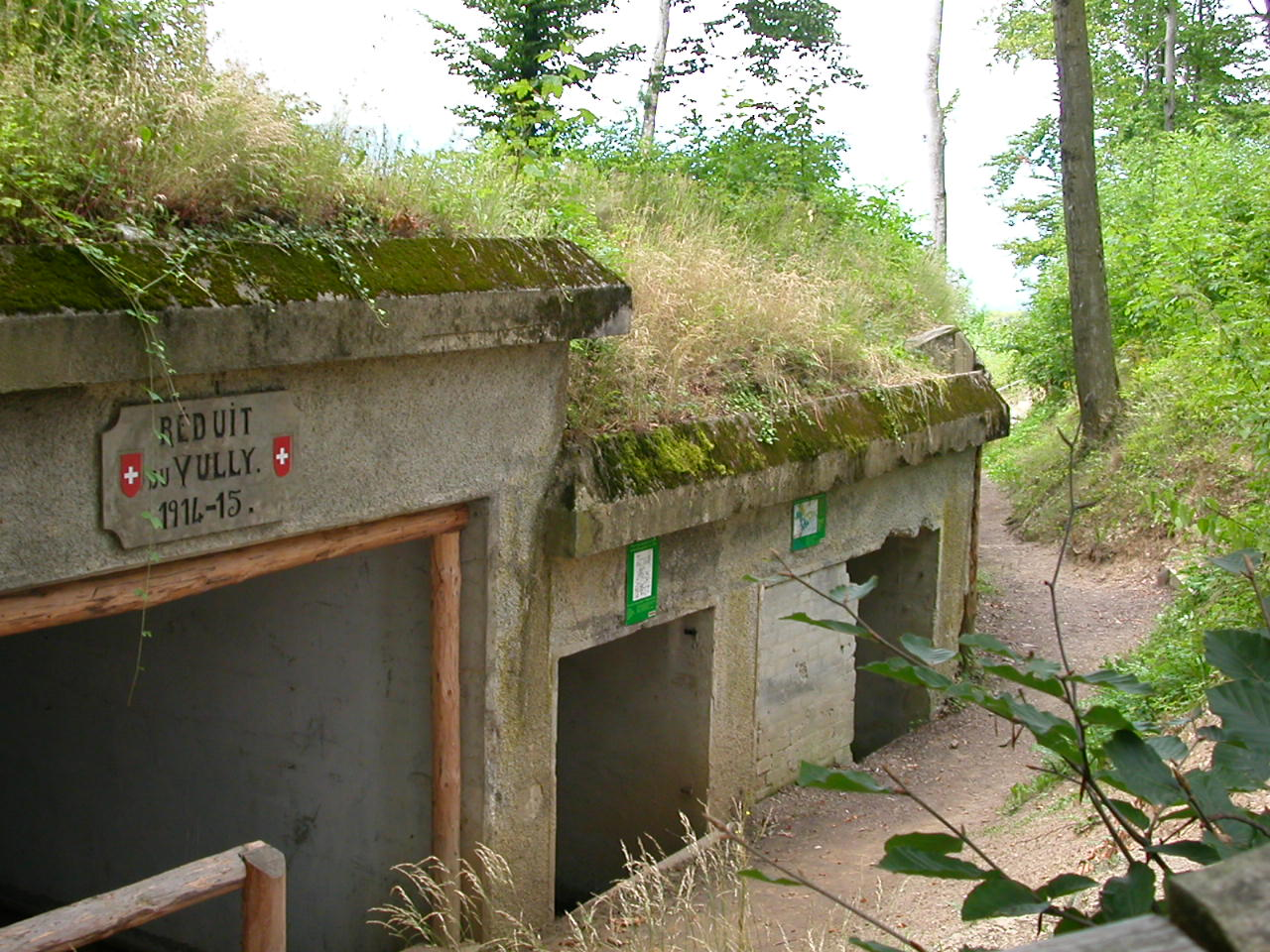
Redoute van Mont Vully te Murten

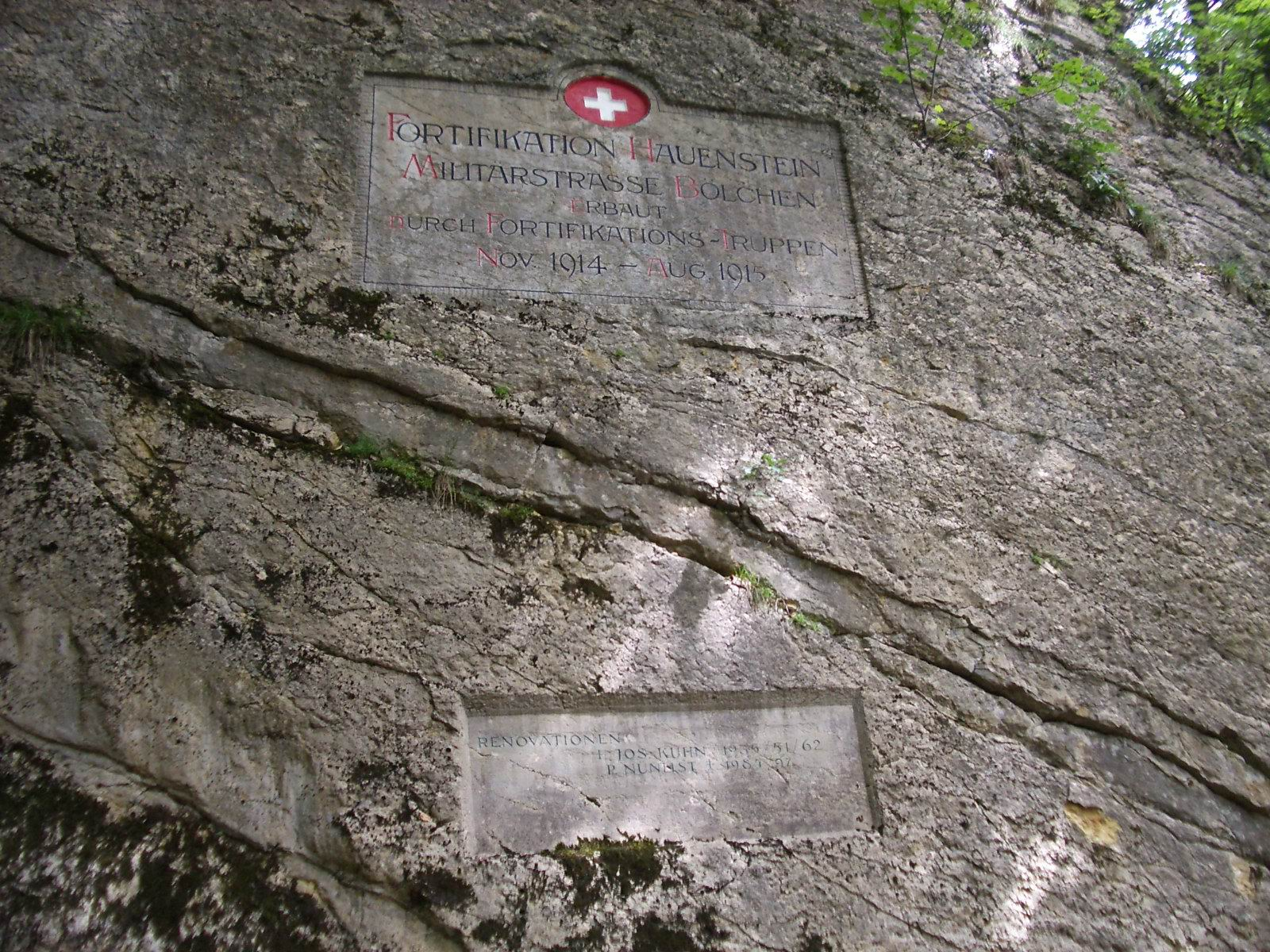
Militaire weg van de versterking Hauenstein

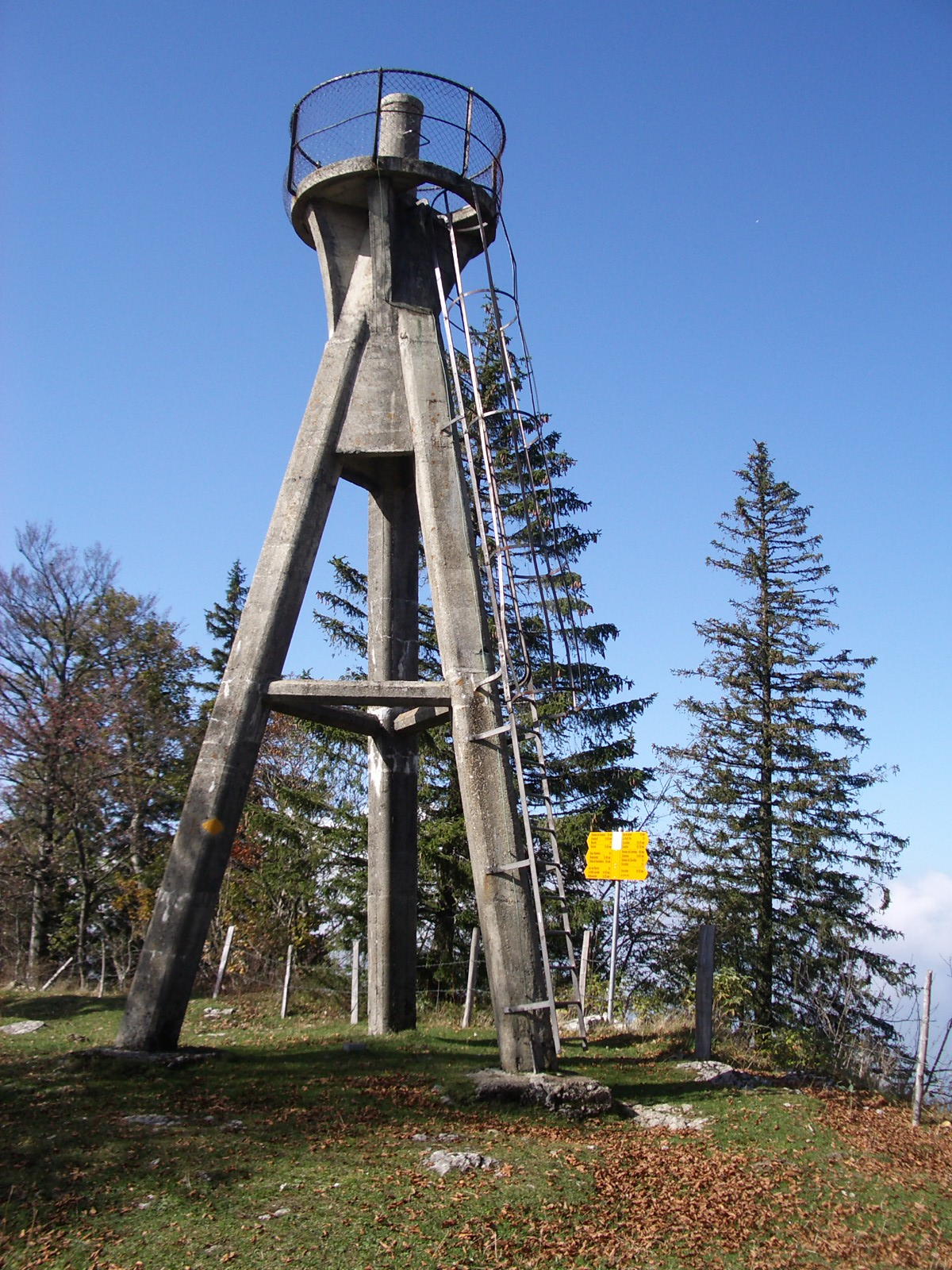
Waarnemingstoren op Mont Raimeux

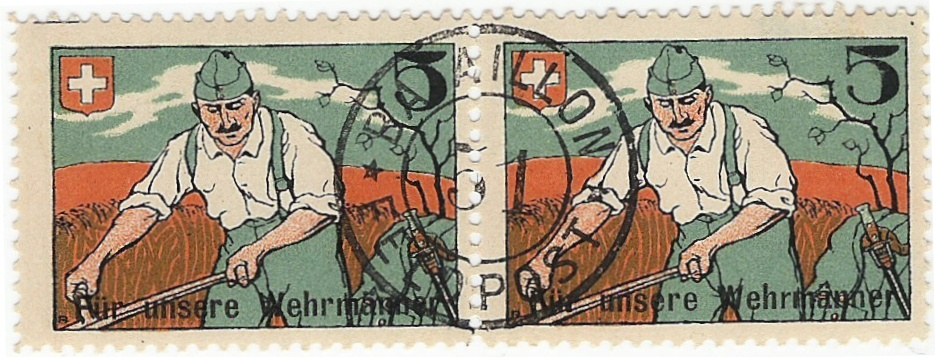
Postzegel ten voordele van de soldaten: soldaten van het 51e bataljon helpen hooien

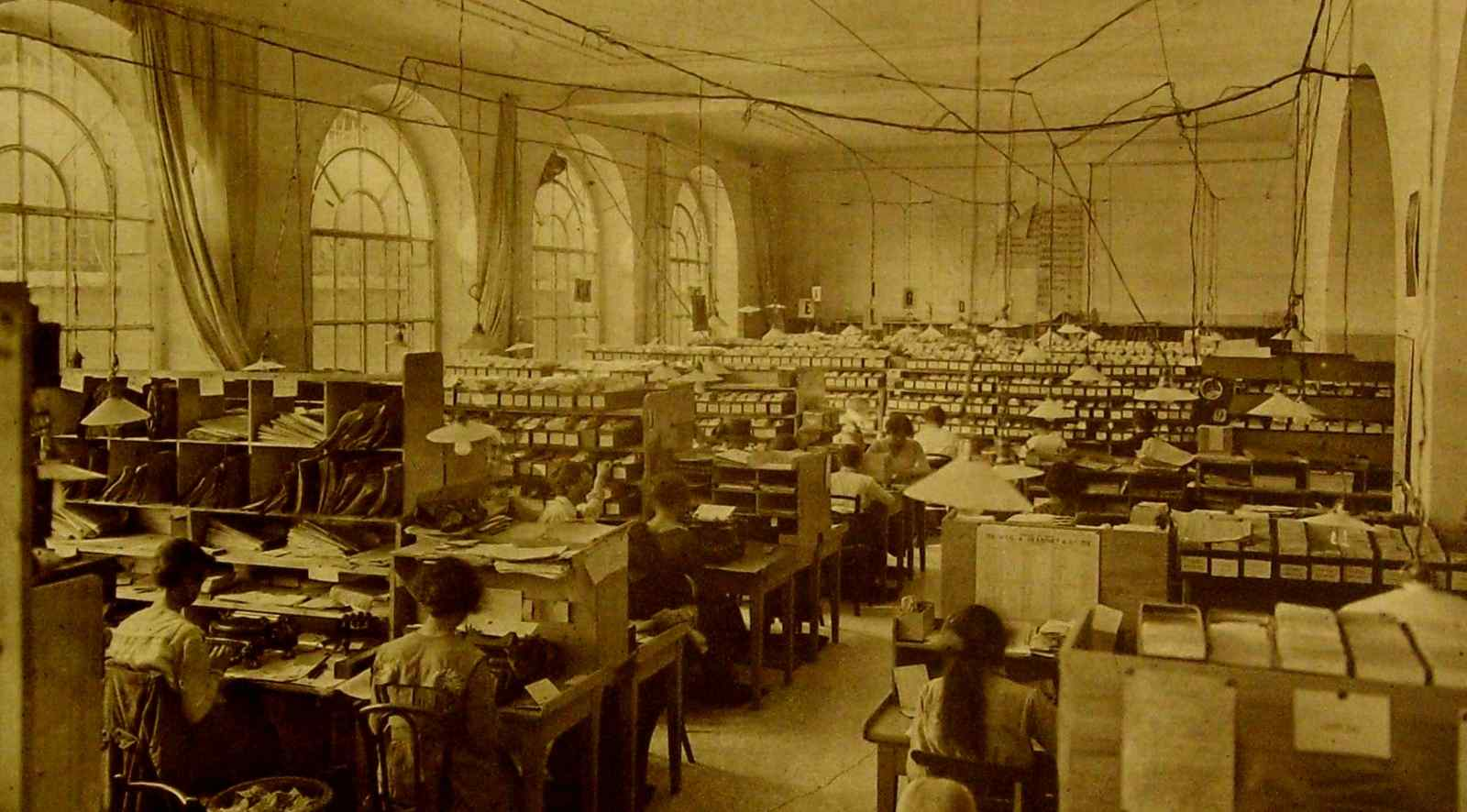
Centrale voor krijgsgevangenen van het Internationale Rode Kruis

Bureau voor krijgsgevangenen te Genève

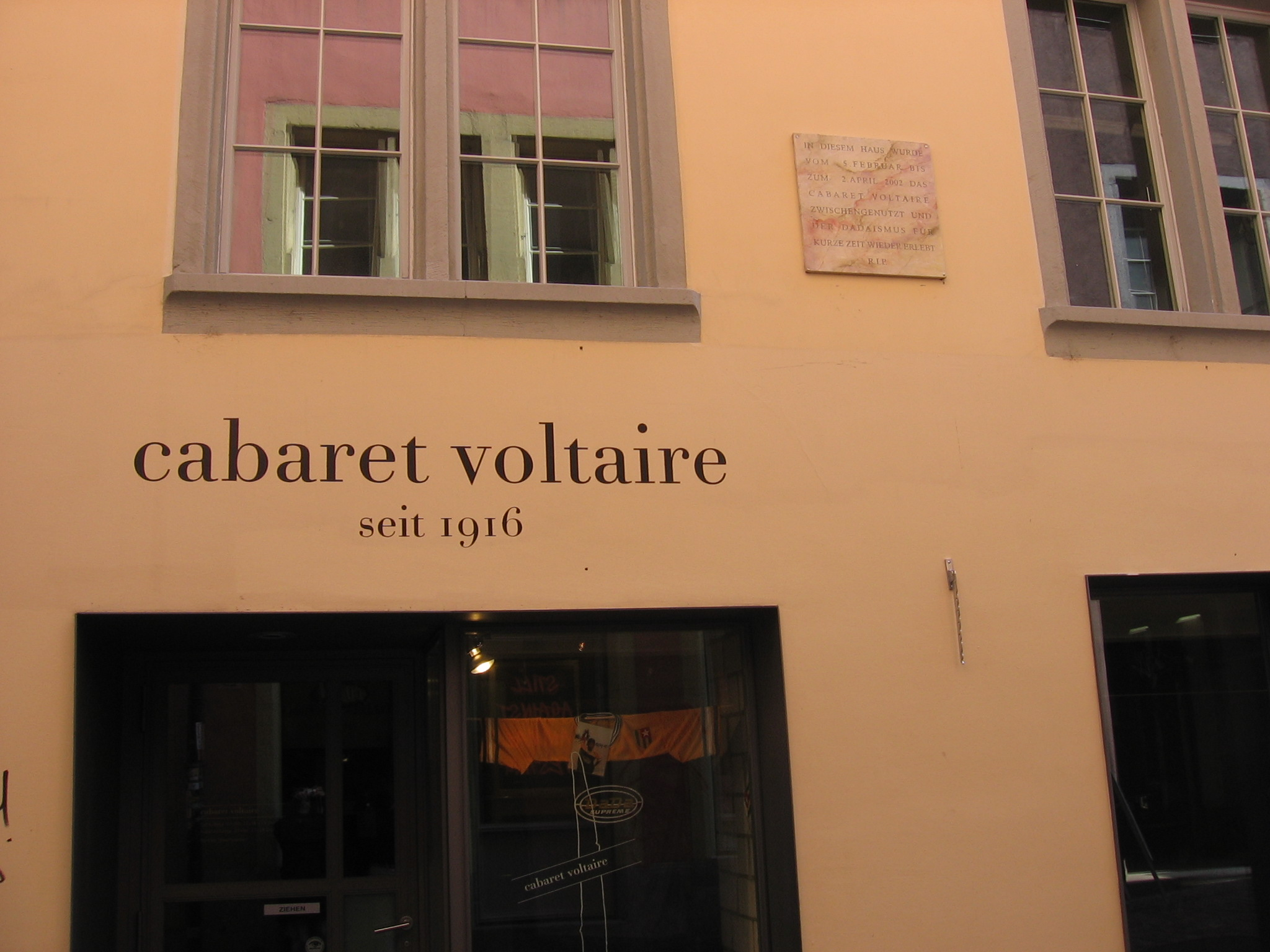
cabaret voltaire in Zürich, waar de dadaïsten vergaderden

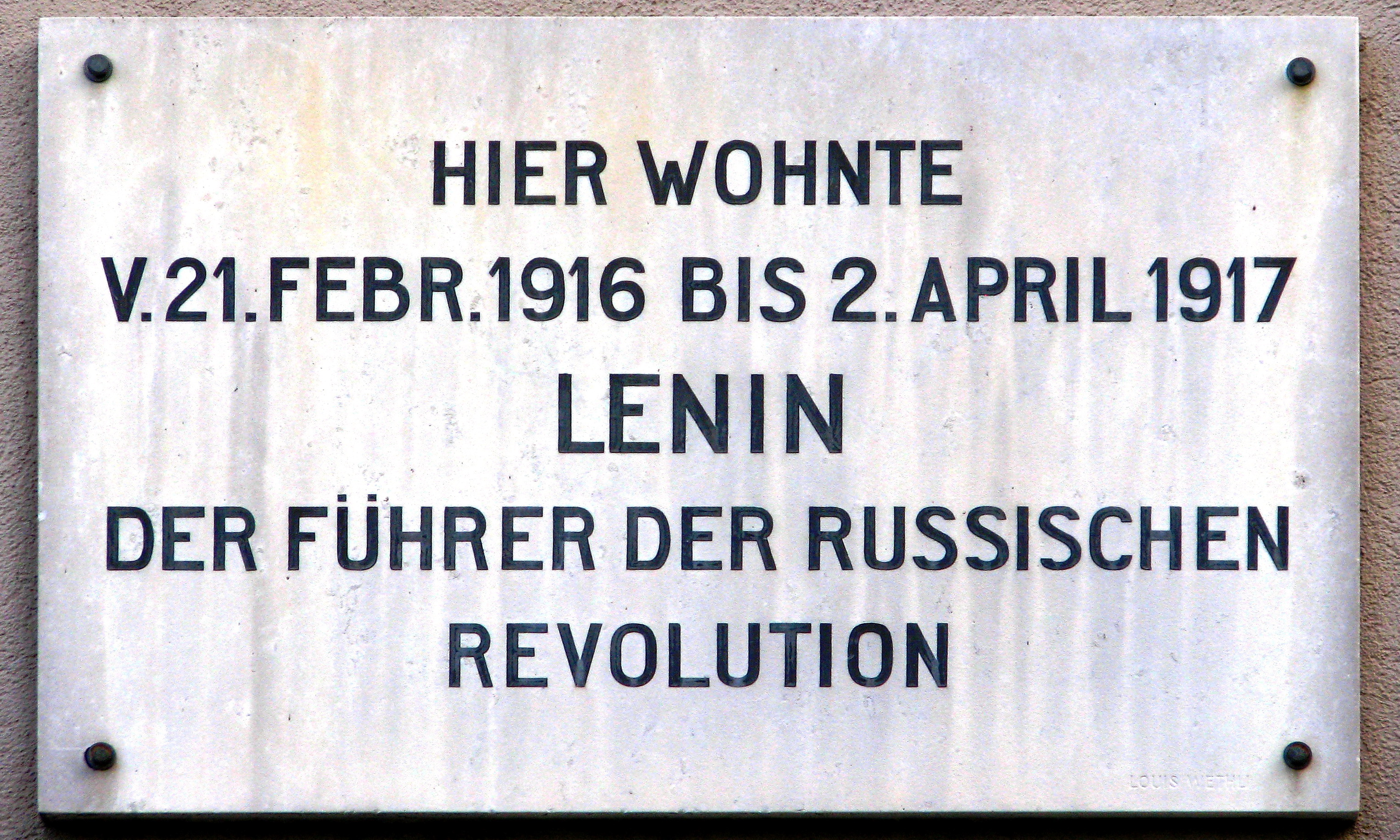
Het huis van Lenin in de Spiegelgasse 14 te Zürich

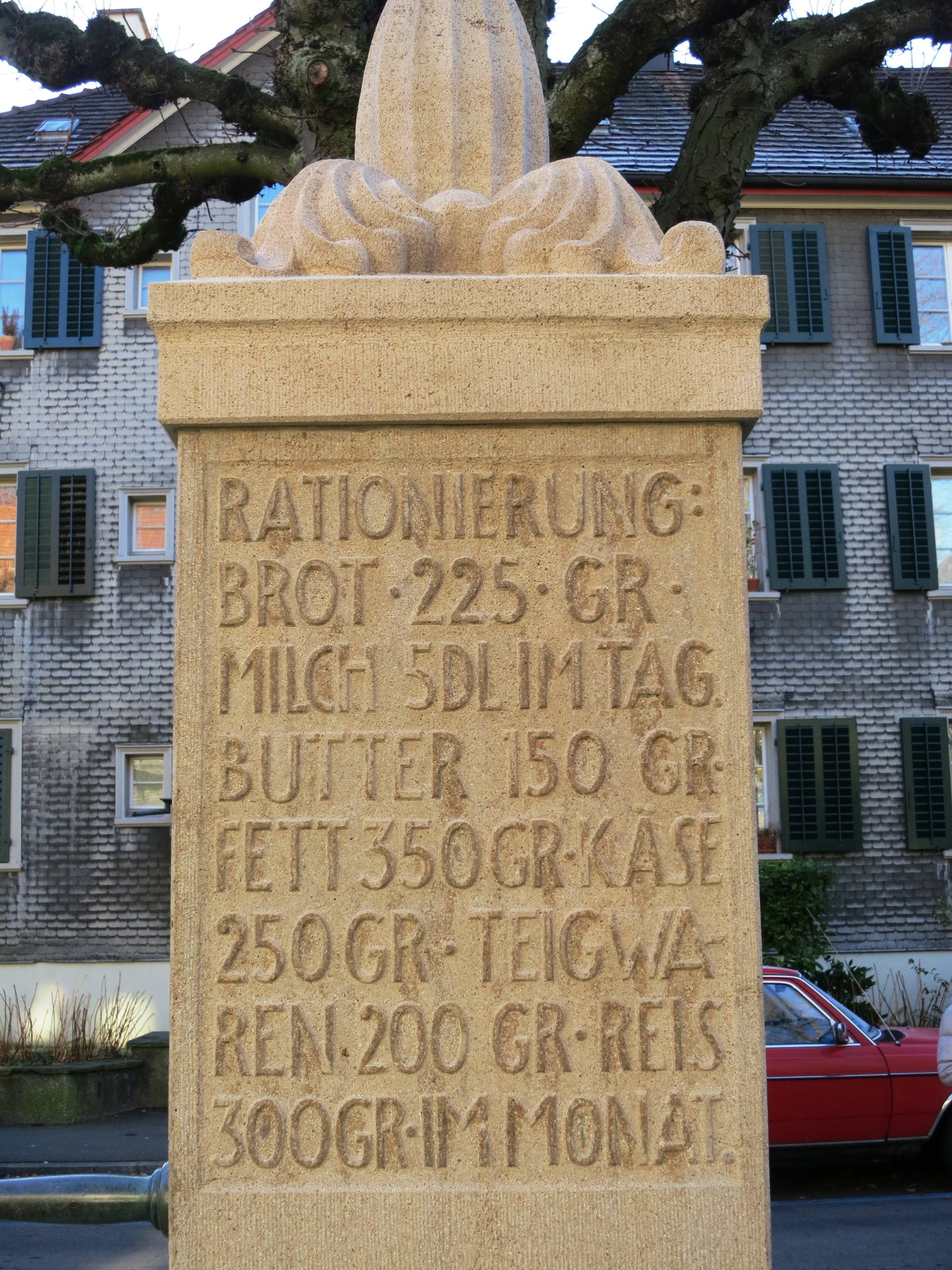
Rantsoenering in 1918 in de “Schindelhäuser” te Zürich-Wipkingen

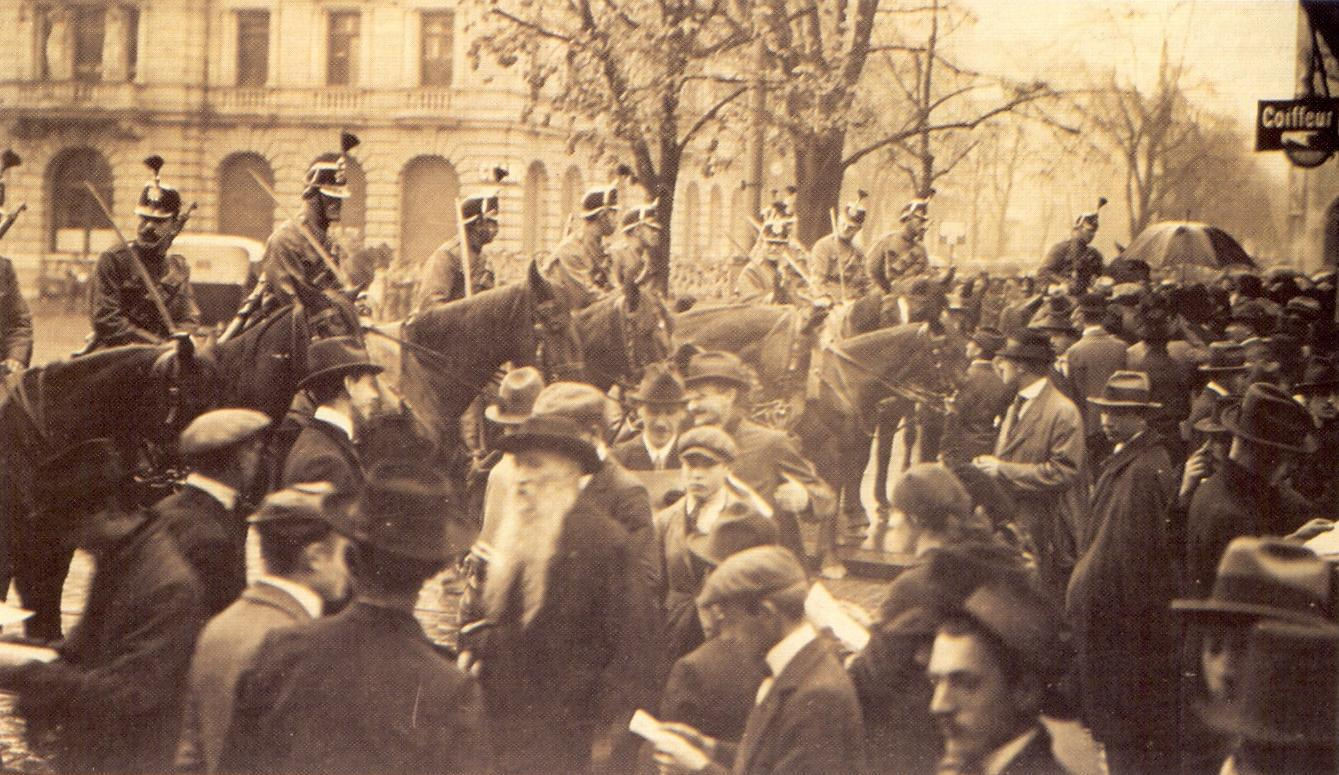
Zürich: het leger brak de algemene staking van 1918

Zwitserland bleef tijdens de Eerste Wereldoorlog met veel moeite neutraal, hoewel zowel Frankrijk als Duitsland plannen beraamden, om elkaar via Zwitserland in de rug aan te vallen en hoewel het land intern verdeeld was. Zwitserland slaagde erin neutraal te blijven, maar toch leed de bevolking onder de oorlog.

## Ingesloten ligging
Zwitserland was omringd door het Duitse Rijk en Oostenrijk-Hongarije van de Centrale mogendheden en de Derde Franse Republiek en het Koninkrijk Italië van de Geallieerden van de Eerste Wereldoorlog.

## Neutraliteit
De 5e Haagse Conventie uit 1907 verleende Zwitserland de volgende rechten en plichten van gewapende neutraliteit:
Zelfverdediging, gelijke behandeling van de oorlogvoerende partijen ook voor uitvoer van wapens, geen huurlingen voor de oorlogvoerende partijen, geen gebruik van het grondgebied door de oorlogvoerende partijen. De verdediging moest de oorlogvoerende partijen overtuigen dat Zwitserland geen doorgang zou toelaten.
Het 3e legerkorps voerde in de herfst van 1912 onder leiding van kolonel Ulrich Wille manoeuvres uit in het onderste Toggenburg in aanwezigheid van keizer Wilhelm II van Duitsland en de Franse militair attaché, om Duitsland ervan te overtuigen, dat de Fransen niet over Zwitserse bodem zouden doorkomen.

## Interne verdeeldheid
Nogal wat Duitstalige Zwitsers sympathiseerden met Duitsland en Oostenrijk-Hongarije,nogal wat Franstalige Zwitsers sympathiseerden met Frankrijk. Dit leidde tot een kloof (le fossé). Toen Italië in de oorlog kwam, sympathiseerden bovendien nogal wat Italiaanstalige Zwitsers met Italië. Er werden twee dagbladen verboden en vijf vermaand. Carl Spitteler hield op 14 december 1914 voor de Helvetische Gesellschaft de voordracht Unser Schweizer Standpunkt over de neutraliteit van Zwitserland.

### Kolonelsaffaire
Voor en na uitbraak van de oorlog hadden de kolonels Friedrich Moritz von Wattenwyl en Karl Egli van de generale staf informatie doorgespeeld aan de militair attachés van Duitsland en Oostenrijk-Hongarije. In december 1915 kram dit ter ore van de Bondsraad. Het parlement, de pers en de publieke opinie oefenden druk uit en op 11 januari 1916 gelaste de Bondsraad een onderzoek. De kolonels verschenen op 18 januari 1916 voor de krijgsraad, maar Wille werkte een veroordeling tegen. De Bondsraad leidde vervolgens op 19 januari 1916 een rechtszaak in en de rechtbank van Zürich vonniste op 28 februari dat de twee onschuldig waren en dat een eventuele tuchtstraf zaak van het leger was. Wille gaf beiden 20 dagen zwaar arrest en de Bondsraad ontsloeg ze uit hun functie. In Romandië tilde men zwaar aan de zaak, terwijl Duitstalig Zwitserland de kwestie vergoelijkte.

## Geheime afspraken
De Zwitserse generale staf had voor en na uitbraak van de oorlog in het geheim met de Duitse legerleiding onderhandeld, dat ingeval Frankrijk in Zwitserland zou binnen vallen dat het Zwitsers leger dan onder bevel van de Duitse Oberste Heeresleitung zou komen.
Toen later de oorlog vastliep, zag de legerleiding in, dat ook Duitsland via Zwitserland Frankrijk in de rug kon aanvallen. Ook hier werd in het geheim met Frankrijk onderhandeld over een samenwerking in dat geval.

## Mobilisatie
Het Zwitsers leger telde 250.000 man, 77.000 paarden met nog eens 200.000 man in ondersteunende functies.
Het Duitse Schlieffenplan om Frankrijk aan te vallen via Zwitserland of België hield daarmee rekening.
Na de oorlogsverklaringen in juli 1914 kondigde de Zwitserse Bundesrat op 31 juli 1914 een verhoogde staat van paraatheid af. Op 3 augustus kondigde de Bundesrat de algemene mobilisatie af en ook op 3 augustus bevorderde de Bondvergadering kolonel Ulrich Wille tot generaal en benoemde hem tot opperbevelhebber. Op 7 augustus beschikte hij al over 220.000 man.
Op 11 augustus lag het grootste deel al langs de grens met Frankrijk in het kanton Jura.
In mei 1915, toen ook Italië in oorlog was, werden troepen aan de Italiaanse grens gelegerd in Val Müstair, Unterengadin in het kanton Graubünden.
Een soldaat moest 500 dagen dienstdoen en kreeg geen vergoeding voor verlies van inkomsten: dat werd pas in de Tweede Wereldoorlog ingevoerd.
Toen in september 1914 beide blokken de neutraliteit van Zwitserland schenen te eerbiedigen, werden een aantal soldaten gedemobiliseerd om terug te keren naar hun boerderijen en fabrieken.
In november 1916 had Zwitserland nog maar 38.000 man onder de wapens.
In de winter van 1916 – 1917 liep dit weer op tot 100.000 omdat het Franse leger volgens Plan H (H voor Helvetië) door Zwitserland wilde trekken.
Omdat dit niet gebeurde, kromp het leger naar 12.500 man op het einde van de oorlog.

## Versterkingen
Kort voor uitbraak van de oorlog begonnen werken aan de Fortifikation Bellinzona. Er werden nieuwe versperringen opgericht op de Monte Ceneri, bij Magadino en Gordola.
Na het begin van de oorlog werden nog versterkingen aangebracht in de San-Jorio-Pas.
In het noorden werd de versterking Hauenstein het spoorwegknooppunt Olten en de brug over de Aare beveiligen.
In het westen werd Murten versterkt voor de as Bielermeer – Meer van Murten – Saane. Toen Italië in 1915 in oorlog kwam, werd de Umbrailpas versterkt.

## Luchtmacht
In de zomer van 1914 werd de luchtvaartpionier Oskar Bider naar Bern geroepen als hoofd van een luchtmacht.

## Dreisprachen Piz
De strijdende partijen overschreden de Zwitserse grens duizendmaal, vooral rond Dreisprachen Piz bij de Stelviopas. De piek was zo genoemd omdat daar de drie talen Duits, Italiaans en Retoromaans gesproken werden. Zwitserland had daar een voorpost en een hotel. Het hotel werd vernietigd toen de Oostenrijkers er gebruik van maakten.
Gedurende de gevechten in ijs en sneeuw kwam Zwitserland soms onder vuur te liggen.
De strijdende partijen kwamen overeen om niet over Zwitsers gebied te vuren.

## Gewonden
De Bundesrat sloot met Duitsland, Frankrijk, Groot-Brittannië, Oostenrijk-Hongarije en België een verdrag, waardoor vanaf 1916 tot het einde van de oorlog 68.000 gewonde en zieke soldaten van beide kampen in Zwitserland medische zorg konden krijgen.

## Vluchtelingen
In oktober 1914 werd een centrale voor vluchtelingen opgericht, waar einde 1914 al 1200 vrijwilligers werkten. Hun kaartenbakken zijn nu werelderfgoed.
Van 1916 tot 1919 was de centrale in het Musée Rath te Genève ondergebracht. In 1917 werd dit beloond met de Nobelprijs voor de Vrede.
Julie Bikle richtte te Winterthur een zoekdienst naar vermisten op.
Nogal wat politici, kunstenaars, pacifisten en denkers zochten toevlucht in Zwitserland, vooral in Bern, Zürich en Genève.
In Zürich zaten bolsjevisten en dadaïsten.

## Dadaïsten
De dadaïsten waren kunstenaars tegen de oorlog. Ze waren uit Duitsland en Roemenië gevlucht en kwamen op 6 oktober 1916 samen in cabaret voltaire te Zürich. Onder hen waren de Roemenen Tristan Tzara en Marcel Janco, de Elzasser Hans Arp en zijn Zwitserse vrouw Sophie Taeuber-Arp, de Duitsers Hugo Ball en Richard Huelsenbeck en de Nederlander Otto van Rees.
Ze bestreden de sociale, politieke en culturele ideeën, die volgens hen de oorlog veroorzaakt hadden.
Na de oorlog keerden ze terug naar hun landen van herkomst, waardoor het dadaïsme zich verspreidde.

## Bolsjewieken
De bolsjewieken waren een groep socialisten rond Lenin.
Lenin was verbaasd, dat de socialistische partijen de oorlogsinspanningen van hun landen steunden.
Hij meende dat de arbeiders en de boeren een oorlog van de bourgeoisie uitvochten.
In plaats van die volgens hem imperialistische oorlog zouden ze volgens hem beter de klassenstrijd uitvechten.
Lenin vluchtte in 1914 van Oostenrijk naar Zwitserland en was daar actief tot 1917.
Na de Februarirevolutie in 1917 en het aftreden van tsaar Nicolaas II van Rusland reisde Lenin met hulp van Parvus Helphand samen met Karl Radek en Grigori Zinovjev in een afgesloten trein door Duitsland en het neutrale Zweden en Finland naar Petrograd. Hij leidde daar de Oktoberrevolutie in Rusland.

## De Hoffmann-Grimm-affaire
In 1917 kwam de neutraliteit van Zwitserland in het gedrang met de Hoffmann-Grimm-affaire. De socialistische politicus Robert Grimm reisde samen met Lenin naar Rusland in een door de Duitse ambassadeur te Bern Gisbert von Romberg geregelde afgesloten Duitse trein om een vredesverdrag tussen Duitsland en Rusland te onderhandelen. Grimm deed zich voor als een Zwitsers diplomaat, maar de geallieerden onderschepten en decodeerden een telegram aan Arthur Hoffmann en ontmaskerden Grimm. De zaak werd gesust toen Arthur Hoffmann ontslag nam uit de Bondsregering ten voordele van de Fransgezinde Gustave Ador.

## Economische weerslag
De kosten voor de grensbewaking van 1914–1918 bedroegen 2 miljard Zwitserse frank, terwijl de staat 100 tot 200 miljoen Zwitserse frank per jaar aan inkomsten binnenkreeg.
De uitgaven voor landsverdediging en het wegvallen van inkomsten uit douane stelden financiële problemen. Het toerisme was op nul teruggevallen.
In 1915 stemde het parlement voor een eenmalige oorlogsbelasting op inkomsten en vermogen.
Als neutraal land met centrale ligging en zonder oorlogsschade groeiden de Zwitserse banken.
Door de oorlog leed Zwitserland tekort aan voedsel en grondstoffen, want 40% moest van invoer komen. De geallieerden blokkeerden handel van en naar Zwitserland.
Vanaf 1915 nam de staat het monopolie op de graanhandel. Van maart 1917 tot april 1920 werd rantsoenering ingevoerd. In 1918 heerste hongersnood.

## Steunmaatregelen
In de herfst van 1914 richtten vrouwen een vereniging van algemeen nut op om de troepen zonder alcohol te voorzien. In november 1914 ging dit op in de SV Group onder leiding van Else Züblin-Spiller. Het doel bestond erin, om de soldaten goedkoop en gezond te voeden en het alcoholgebruik terug te dringen. Er werden 1000 alcoholvrije soldatenkwartieren opgericht. De helft van de omzet bestond uit gebak. Vanaf januari 1915 betaalde het leger een deel van de kosten.
De soldaten konden er hun kledij verwisselen tegen gewassen kleren.
Van 1916 tot 1920 kregen 35.000 gezinnen 5 miljoen Zwitserse frank steun.

## Staking
Door de stilgelegde invoer van levensmiddelen, de rantsoenering, de prijsstijgingen en de loonderving van de soldaten leed de bevolking armoede.
De mensen waren boos op de boeren die voedsel verkochten tegen woekerprijzen en op de wapenindustrie die hoge winst boekte door de oorlog.
Pacifisten zoals Max Daetwyler en Romain Rolland kregen gehoor.
De Sociaaldemocratische Partij van Zwitserland stelde te Olten negen eisen:
1. Nieuwe verkiezingen volgens evenredige vertegenwoordiging.
2. Vrouwenstemrecht
3. Verplicht werken voor iedereen
4. Een werkweek van 48 uur
5. Reorganisatie van het leger tot een volksleger
6. Bedeling van voedsel
7. Verzekering voor gepensioneerden en weduwen
8. Monopolie van de staat op invoer en uitvoer
9. betalen van de staatsschulden door de bezittende klasse

Door de schaarste, politieke opruiing en de Russische Revolutie brak een algemene staking uit. Van 11 tot 14 november 1918 legden 250.000 arbeiders het werk neer. Het leger brak de staking door werk uit te voeren en betogingen met geweld uiteen te drijven en de aanstokers gevangen te nemen.
1805 soldaten stierven aan de Spaanse griep, waarvan 926 tijdens hun inzet tegen de algemene staking.